# Into Eternity (film)
Pour les articles homonymes, voir Into Eternity.
Pour plus de détails, voir Fiche technique et Distribution.
Into Eternity est un film documentaire coproduit par le Danemark, la Finlande, la Suède et l'Italie, réalisé par le Danois Michael Madsen, sorti en 2010 au Danemark (en 2011 en France).
Le film traite du stockage en couche géologique profonde de déchets radioactifs au complexe d'Onkalo, en Finlande. Le bâtiment étant conçu pour exister 100 000 ans, le film pose la question de l'héritage laissé aux générations futures.

## Synopsis
La génération d'électricité via les centrales nucléaires produit des déchets dont on ne peut se débarrasser aisément et qu'on ne peut rendre inoffensifs. On estime aujourd'hui leur quantité à plus de 250 000 tonnes. Plusieurs solutions ont été considérées, telles que leur éjection hors de l'atmosphère terrestre, mais aucune ne présente à la fois un caractère durable et sûr. Invisible à l'œil nu, les radiations rendent ces matériaux dangereux sur une période d'au moins 100 000 ans. La majorité d'entre eux sont actuellement stockés dans des bassins remplis d'eau qui bloquent les radiations. Cependant, cette solution ne peut être que temporaire. 
Le projet Onkalo propose une solution permanente au problème des déchets nucléaires, en les enfouissant à 500 mètres sous terre, à travers cinq kilomètres de galeries. Le lit rocheux, âgé de 1,8 milliard d'années, est considéré suffisamment stable pour que son comportement soit prédictible sur 100 000 ans. L'infrastructure, dont la construction doit se terminer aux alentours de 2100, sera ensuite scellée. Plusieurs questions se posent alors quant à la sécurité du dispositif, et en particulier le problème d'une éventuelle intrusion humaine.
Les scientifiques finlandais considèrent qu'il est possible d'anticiper les changements de la société sur quelques décennies, voire quelques siècles, mais il est très difficile de savoir à quoi ressembleront les générations futures d'ici 100 000 ans. L'instabilité des activités humaines peut mener à des crises, des guerres et autres catastrophes qui amèneraient à oublier Onkalo et les raisons de sa construction. Si Onkalo venait à être redécouverte, elle pourrait alors être considérée comme un lieu de culte, un tombeau ou encore un trésor caché. Il est également impossible de savoir si les futures générations seront à même de comprendre nos langues et nos symboles, s'ils disposeront d'une technologie plus avancée ou plus rudimentaire. Il est donc nécessaire de trouver un moyen universel de les avertir et de leur transmettre des informations, le problème étant de choisir quelles informations transmettre et sous quelle forme. 
Une dernière problématique est relative à la législation, qui demande une transmission d'information aux générations futures de manière permanente (messages d'avertissement de longue durée sur les déchets nucléaires). La Finlande est donc responsable du maintien de l'information et de l'adaptation de la langue. Cependant, il est impossible de faire confiance aux générations futures et leur comportement ne peut être prédit. La construction d'Onkalo repose sur beaucoup d'incertitudes. Le site ne doit donc pas dépendre de l'activité humaine et doit pouvoir remplir son office en cas de perte des connaissances qui lui sont relatives.
Le film est présenté comme un avertissement adressé à une audience future, lui demandant de ne s'introduire dans l'infrastructure sous aucun prétexte. 

## Fiche technique
- Réalisation : Michael Madsen[1]
- Distributeur : Chrysalis Films
- Budget : 668 952 €
- Durée : 75 minutes
- Pays :  Italie,  Danemark,  Suède,  Finlande
- Langue : Anglais
- Couleur : Couleur
- Année de production : 2010

## Récompenses et distinctions

### Nominations
- 2011 : Nommé aux Detroit Film Critics Society Awards dans la catégorie « Meilleur documentaire »